# Tunel du Mont Blanc

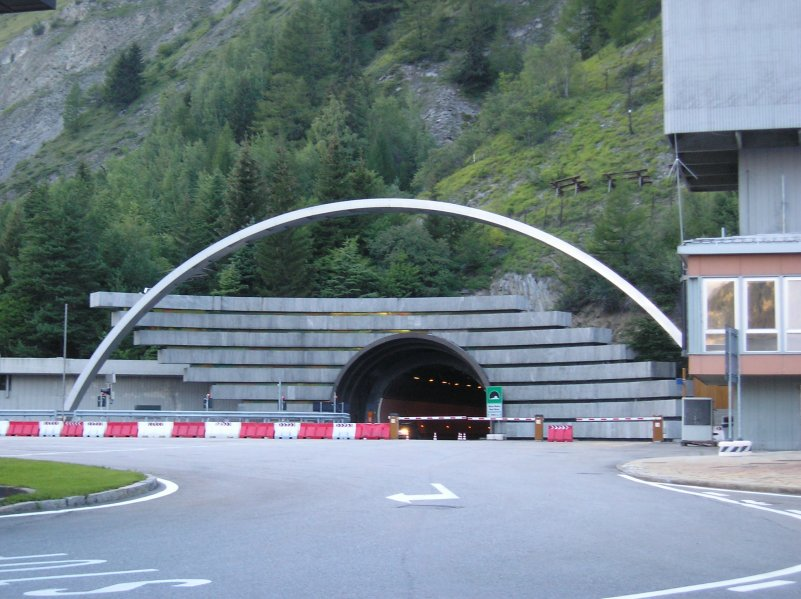
Wjazd do tunelu po włoskiej stronie

Tunel du Mont Blanc (Tunnel du Mont-Blanc) – drogowy tunel w Alpach łączący Chamonix-Mont-Blanc we Francji z Courmayeur we Włoszech. Jest to jedna z głównych transalpejskich tras transportowych, przez którą transportowana jest ponad 1/3  ładunków do północnej Europy z Włoch. Tunel stanowi fragment trasy E25 (do 1985 roku leżał w ciągu E21b). We francuskim systemie drogowym oznaczony jest jako część drogi krajowej N205, a we włoskim numerem T1 i stanowi element sieci autostrad tego kraju.
Trasa ta skraca drogę z Francji do Turynu o 50 km i do Mediolanu o 100 km. Budowę rozpoczęto w 1957 r. i zakończono w 1965 r. Ma 11,6 km długości, 8,6 m szerokości i 4,35 m wysokości. Tunel nie jest poziomy: wysokość wlotu po francuskiej stronie: 1274 m, po włoskiej: 1381 m. Jest to pojedynczy tunel z dwukierunkową jezdnią. Plany poszerzenia tunelu nigdy nie zostały zrealizowane ze względu na problemy finansowe i sprzeciw lokalnych władz, które podały informacje o rażących efektach zwiększenia natężenia ruchu.
Tunel du Mont Blanc jest zarządzany przez dwie publiczne spółki, każda z nich zarządza swoją połową tunelu:
- Strona francuska: ATMB (Autoroutes et tunnels du Mont-Blanc), wybrana 30 kwietnia 1958
- Strona włoska: SITMB (Società Italiana per il Traforo del Monte Bianco S.p.A.), wybrana 1 września 1957

## Dane statystyczne budowy
- 5 inżynierów i 350 robotników pracowało przez 4,6 miliona roboczogodzin, żeby ukończyć projekt.
- Użyto 711 ton ładunków wybuchowych do wysadzenia 555 000 m³ materiału skalnego.
- Zużyto 37 milionów kWh energii i 2,7 miliona litrów paliwa dla ciężarówek i silników.
- Trasa tunelu przebiega prawie dokładnie pod szczytem Aiguille du Midi (3842 m n.p.m.), a więc nad nim wznosi się ok. 2,5 km skały.

## Historia do 1999
- 1946: Wydrążono pierwsze sto metrów po stronie włoskiej.
- 1949: Podpisano umowę francusko-włoską w celu zaplanowania tunelu.
- 1954–1957: Projekt francuskiej części konstrukcji tunelu został ratyfikowany przez parlament francuski (w 1954, za: 544 głosy; przeciw: 32) i włoski (w 1957).
- 1957: Powstała organizacja SMTB (Société du tunnel du Mont Blanc), która w 1996 roku przekształciła się w ATMB.
- 1959: 15 kwietnia po stronie francuskiej[2], a w maju po stronie włoskiej ministerstwa robót publicznych oficjalnie uruchomiły wiercenia. 30 maja w Chamonix odbyła się ceremonia oficjalnego rozpoczęcia wiercenia tunelu. Ogłoszono, że 75-tonowa maszyna do wiercenia tuneli jest w stanie wykonać zadanie w mniej niż 30 miesięcy. Koszty budowy tunelu oszacowano na 8 miliardów franków francuskich, które miała zapłacić Francja, oraz 6 miliardów lirów, które mieli zapłacić inwestorzy włoscy[2].
- 4 sierpnia 1962: Spotkanie ekip wiertniczych francuskich oraz włoskich. Spotkanie to było sukcesem, odchylenie osi dwóch odcinków nie przekraczało 13 cm.
- 16 lipca 1965: Inauguracja tunelu przez prezydenta Francji Charles’a de Gaulle’a i prezydenta Włoch, Giuseppe Saragata.
- 19 lipca 1965: Otwarcie tunelu dla ruchu publicznego.
- 1973: Otwarcie pierwszego fragmentu „Autostrady Białej” (Autoroute Blanche).
- 1978: Zainstalowano sieć kamer z rozmieszczeniem co 300 metrów, a przepływ świeżego powietrza przez tunel został zwiększony do 900 m³/s.
- 1980: Na francuskim końcu tunelu dodano kolejny kanał wentylacyjny o średnicy 7 m w celu uniknięcia zasysania zanieczyszczonego powietrza.
- 1990: W ramach wieloletniego planu modernizacji wykonano następujące prace:
  - Instalacja kamer wideo trzeciej generacji z optyczną transmisją danych.
  - Konstrukcja 18 wyjść awaryjnych (co 600 m), a także budowa wnęk ucieczkowych co 100 m.
  - Instalacja automatycznych systemów gaszenia pożaru.
  - Zamiana elementów bezpieczeństwa: terminali telefonicznych, gaśnic przeciwpożarowych, generatorów prądu.
- 1997: Uruchomienie systemu detekcji pożarów, a także rozpoczęcie studiów nad systemami automatycznego wykrywania wypadków, centralizacji zarządzania urządzeniami bezpieczeństwa oraz nowymi świetlnymi znakami drogowymi.
- po 1999: modernizacja tunelu i zakup wyjątkowego wozu strażackiego wykonanego na zamówienie, specjalnie do pracy w tunelu, nazwanego zgodnie z mitologią rzymską Janus, z dwoma kabinami, instalacją ciśnieniową, kamerami na podczerwień, napędem na cztery koła i możliwością jazdy bokiem oraz urządzeniami do akcji gaśniczej bez konieczności wysiadania z pojazdu[3]

### Zdjęcia
- Tunel przed pożarem
- Oznaczenie granicy państwowej. frontieresetcartespostales.files.wordpress.com. [zarchiwizowane z tego adresu (2018-07-24)].
- Zdjęcie z otwarcia tunelu
- Tunel po ugaszeniu pożaru